# Raphaël de Casabianca (animateur)
Pour les articles homonymes, voir Raphaël de Casabianca et Casabianca.
Raphaël de Casabianca, né le 29 juillet 1980 à Paris, est un photographe, réalisateur de documentaires, globe-trotter et animateur français de télévision.

## Biographie
Né d'un père corse et d'une mère béarnaise, Raphaël de Casabianca se passionne pour la photographie dès l'âge de 16 ans. Après avoir suivi des cours à l'EICAR, il décroche un BTS audiovisuel option montage. En 1996, alors qu'il réalise ses premiers documentaires en France et à l'étranger, il remporte le second prix du Concours Audiovisuel de la ville de Paris, avec son court métrage en stop-motion, intitulé Les aventures de Burk.
De 2005 à 2008, il intègre le dispositif créatif de Disney Télévision France, avant de devenir producteur pour les chaînes de National Geographic Channel et Voyage.
Durant l'été 2009, il présente aux côtés d'Antoine Delaplace, le docu-fiction Drôle de Trip, diffusée tous les samedis à 11 h 35 sur France 2. Ensuite, il réalise le documentaire Expédition Grand Rift pour France 5.
En novembre 2011, il est lauréat du concours photographique organisé par le réseau de voyageurs beGlob et du magazine A/R ; une série de photos en noir et blanc sur les Femmes du monde.
De 2012 à 2013, il est chroniqueur « expert géographie » dans le jeu télévisé Seriez-vous un bon expert ? de Julien Courbet sur France 2. À cette même époque, il est aussi responsable éditorial du magazine hebdomadaire Ô féminin sur la chaîne France Ô.
À la rentrée 2013, il rejoint comme globe-trotter le programme de France 5 intitulé Échappées belles, aux côtés de Sophie Jovillard et Jérôme Pitorin, diffusé chaque samedi soir à 20 h 35,. Il quitte l'émission en septembre 2018. Ismaël Khelifa lui succède. Parallèlement, de septembre 2015 à juin 2017, il est chroniqueur dans l'émission La Quotidienne sur France 5, animée par Maya Lauqué et Thomas Isle. Il partage la rubrique « idées week end » avec Sophie Jovillard, Jérôme Pitorin et  Ngiraan Fall. En juin 2018, il est sollicité par Stéphane Bern, pour faire découvrir Le Village préféré des Français sur France 2 avec l'animatrice Tiga.
En septembre 2018, Frédéric Lopez annonce qu'il arrête la présentation de Rendez-vous en terre inconnue sur France 2,. Raphaël de Casabianca reprend les rênes du programme. Son premier invité est le réalisateur et acteur Franck Gastambide, parti à la rencontre des nomades Van Gujjar de l'Uttarakhand aux contreforts de l'Himalaya en Inde ; l'épisode est diffusé le 19 mars 2019 en première partie de soirée. Il coprésente ensuite en plateau avec Églantine Éméyé Retour de terre inconnue où l'invité se confie sur son aventure.
Depuis avril 2019, il anime, également en remplacement de Frédéric Lopez, le programme Nos terres inconnues dans lequel il emmène des célébrités dans un endroit de France.
Le 19 juin 2024, on apprend qu'il quitte Rendez-vous en terre inconnue ; pour justifier son départ, il évoque « un déchirement après chaque voyage au moment de partir ». Il a enregistré un dernier numéro avec Tomer Sisley qui est diffusé le 26 novembre 2024,.